# Sinagoga grande corale di Drohobyč
La sinagoga grande corale di Drohobyč, costruita tra il 1842 e il 1865, è tra le più grandi sinagoghe monumentali della Galizia. Si trova a Drohobyč (Drohobycz, Drohobych, Дрогобич, Дрогобыч), oggi Ucraina. Dismessa dai tempi della seconda guerra mondiale, usata come magazzino durante il periodo sovietico, è stata restituita alla proprietà della comunità ebraica nel 1993. Dopo decenni di abbandono e  degrado, l'edificio è stato sottoposto dal 2014 a importanti lavori di restauro.

## Storia

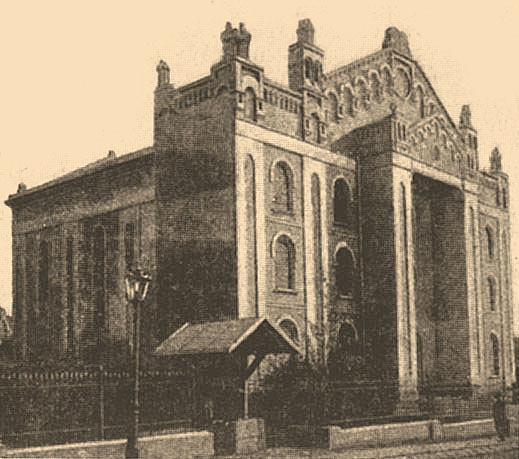
Sinagoga grande corale, 1906

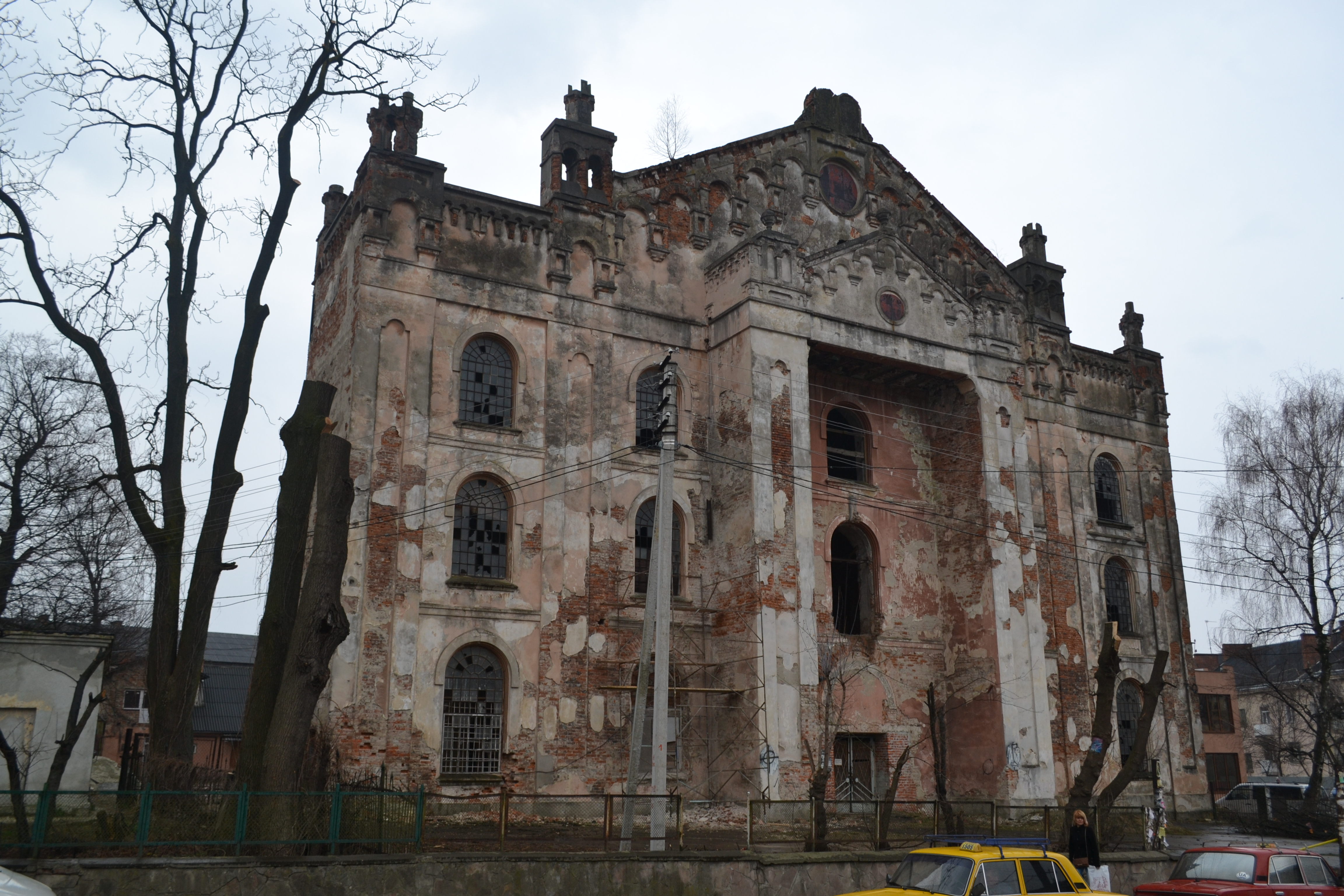
La sinagoga prima dell'inizio dei lavori di restauro

A Drohobyč esisteva una larga comunità ebraica, che costituiva quasi la metà della popolazione locale. Tra il 1842 e il 1846 si pose mano alla costruzione di questa che era la più grande delle oltre 20 sinagoghe della città e la più imponente di tutta la Galizia orientale.
La costruzione si ispirò al modello della sinagoga di Kassel, completata nel 1830. La pianta è a T con un grande facciata monumentale e una sala quadrata con quattro enormi pilastri centrali a sorreggere i soffitti a volta.
Durante l'Olocausto l'intera popolazione ebraica della città fu sterminata; dei 17.000 ebrei che vi risiedevano al momento dell'occupazione tedesca solo 400 sopravvissero.
La sinagoga grande corale fu vandalizzata ma l'edificio sopravvisse e nel dopoguerra, durante il periodo sovietico, fu usato come magazzino.
Nel 1990 la proprietà venne restituita alla locale comunità ebraica che ridotta a poche decine di persone e priva di mezzi, poco poté fare inizialmente per la conservazione e il restauro del monumento. Nel 2008 si sono compiuti i primi lavori di consolidamento delle strutture murarie e del tetto, ed una stanza è stata riadattata per il culto. Dal 2014 l'edificio è stato sottoposto ad importanti lavori di restauro che lo stanno riportando al suo splendore originario.